# 요가 호저스
《요가 호저스》(영어: Yoga Hosers)는 2016년 개봉한 미국의 코미디 공포 영화이다. 케빈 스미스가 감독과 각본을 맡았다. 2014년 영화 《터스크》의 스핀오프 작품이다.

## 출연
- 릴리로즈 뎁 - 콜린 콜렛 역
- 할리 퀸 스미스 - 콜린 매켄지 역
- 조니 뎁 - 기 라푸앵트 역
- 저스틴 롱 - 요기 베이어 역
- 오스틴 버틀러 - 헌터 캘러웨이 역
- 애덤 브로디 - 이커보드 역
- 헤일리 조엘 오즈먼트 - 아드리앵 아르캉 역
- 랠프 가먼 - 앤드러니커스 아케인 역
- 토니 헤일 - 밥 콜렛 역
- 너태샤 리온 - 태비사 역
- 바네사 파라디 - 모리스 부인 역
- 타일러 포지 - 고든 그린리프 역
- 제너시스 로드리게스 - 위클런드 씨 역
- 제니퍼 슈월바크 - 매켄지 씨 역
- 서시어 저메이타 - 인빈시블 교장 역
- 제이슨 뮤스 - 불량 경찰 역
- 케빈 스미스 - 더 브라치스 역
- 케빈 콘로이 - 캐나다인 뱃, 맨! 역
- 스탠 리 - 배치 담당자 역

## 기타 제작진
- 미술: 캐벗 맥멀런
- 의상: 캐럴 비들